# Олвін Говард Джентрі
Олвін Говард Джентрі (англ. Alwyn Howard Gentry або англ. Alwyn Gentry, 6 січня 1945 — 3 серпня 1993) — американський ботанік, колекціонер рослин та письменник.

## Біографія
Олвін Говард Джентрі народився у Канзасі 6 січня 1945 року.
У 1969 році він здобув ступінь магістра в університеті Вісконсин-Медісон, захистивши дисертацію по роду Табебуйя родини Бігнонієві Центральної Америки — предмету, який він продовжував вивчати в Університеті Вашингтона в Сент-Луїсі, штат Міссурі, в якому він здобув докторський ступінь у 1972 році з дисертацією доктора філософії під назвою An Eco-evolutionary Study of the Bignoniaceae of South Central America.
Джентрі був продуктивним ботаніком, плідним письменником, енергійним учителем і лідером у боротьбі за збереження тропічних лісів світу, особливо у Південній Америці. Олвін Говард спрямував значну частину своєї енергії для заохочення та надання допомоги студентам з США, Південної Америки та інших країн. Джентрі був хорошим кореспондентом. Він зібрав понад 70 тисяч зразків рослин. Джентрі зробив значний внесок у ботаніку, описавши безліч видів рослин.
Олвін Говард Джентрі загинув 3 серпня 1993 року в авіакатастрофі в Еквадорі у віці 48 років. Його смерть стала серйозним ударом для науки тропічної ботаніки та охорони природи.

## Наукова діяльність
Олвін Говард Джентрі спеціалізувався на насіннєвих рослинах.